# مارك دونوفان (دراج)
مارك دونوفان (بالإنجليزية: Mark Donovan)‏ هو دراج بريطاني، ولد في 3 أبريل 1999 في Penrith, Cumbria ‏ في المملكة المتحدة.

## وصلات خارجية
- مارك دونوفان على موقع الاتحاد الدولي للدراجات (الإنجليزية)
- مارك دونوفان على موقع أرشيف الدراجات (الإنجليزية)
- مارك دونوفان على موقع إحصائيات الدراجات الإحترافية (الإنجليزية)
- مارك دونوفان على موقع نسبة الدراجات (الإنجليزية)
- مارك دونوفان على موقع CycleBase (الإنجليزية)